# Melnica
Melnica (makedonska: Мелница) är en ort i Nordmakedonien. Den ligger i kommunen Čaška, i den centrala delen av landet, 40 kilometer söder om huvudstaden Skopje. Melnica ligger 517 meter över havet och antalet invånare är 714.